# Ansfrido
San Ansfrido (Ansfrid, Ansfridus) de Utrecht (f. Leusden, condado de Huy, 3 de mayo de 1010) fue un guerrero de la época Otón I que después se convirtió en clérigo.

## Biografía
En un principio, Ansfrido era conde de Brabante y fue un conocido guerrero al servicio de los Otón I y Enrique II. Se casó con Heresuinta o Hilsondis. Después de la muerte de su mujer, Ansfrido quiso ingresar en una abadía como monje pero el emperador Otón le nombró obispo de Utrecht en 994, que había quedado vacante, a la muerte del obispo Balduino. En un principio, el santo se negó pero emperador lo impuso y fue el emperador propuso que Ansfrido le sucediese; a pesar de que se opuso con todas sus fuerzas, el santo fue consagrado obispo el año 994.
Durante su obispado, Ansfrido fundó la abadía de Thorn, cercana a la actual frontera con Bélgica en la que nombró a su hermana como abadesa y la abadía de Heiligenberg. Allí se retiró en el 1010 para pasar los últimos años donde se perdió la vista.

## Veneración
Sus restos fueron enterrados en la propia abadía de Heiligenberg. Pero algunos aldeanos se llevaron el cuerpo a Utrecht. Cuando los monjes de Heiligen cayeron en la cuenta, se dispusieron a perseguir violentamente a los autores del robo; pero la abadesa de Thorn consiguió, con sus oraciones, evitar el derramamiento de sangre. San Ansfrido fue sepultado en la catedral de Utrecht.